# Yí
Yí (špa. Río Yí) je rijeka u Urugvaju. Rijeka izvire u brdima Cuchilla Grande, teče 210 km nakon kojih se ulijeva u Río Negro. Rijeka prima brojne pritoke od kojih su najznačajnije Porongos i Chamangá.
Yi čini veći dio granice između departmana Durazno i Florida, a prolazi i kroz Flores.